# Дагоберт I
Дагоберт І (Dagobert I; 604 (605) — 19 січня 639) — король франків з династії Меровінгів. Син короля Хлотара II та королеви Бертруди. Ім'я Дагоберт у перекладі з давньонімецької означає «Той, що сяє, мов день». Відома також слов'янська форма його імені — Драгобер.
Дагоберт I був королем Австразії у 623—639, королем усіх франків у 629—639 роках. За його правління відбулась війна з королем слов'ян Само. Був останнім королем франків з династії Меровінгів, хто реально мав владу. Після його смерті франкська держава розпалась, а окремими частинами правили мажордоми (управителі двору) та герцоги.

## Король Австразії
У 623 році батько призначив Дагоберта королем Австразії. 629 року після смерті Хлотара II, нейстрійці мали намір звести на престол свого власного правителя. Вибір впав на брата Дагоберта Харіберта, який мав слабке здоров'я. Його хвороба мала, скоріш за все, фізичний характер, а не розумовий. Харіберта підтримував Бродульф, його дядько по материнській лінії. Але Дагоберт вирішив випередити суперника. Дізнавшись про смерть батька, Дагоберт наказав усім своїм австразійським прихильникам озброїтися й відправив посольство до Бургундії та Нейстрії, аби забезпечити своє обрання королем. Коли він пройшов місто Реймс і був на шляху до Суассона, до нього дійшла звістка, що всі магнати та єпископи королівства Бургундія підкорилися йому. Більшість з нейстрійських магнатів також виказали бажання скоритися йому.

## Король франків
Спираючись на австразійську партію, яку після смерті Арнульфа Мецького (близько 629 року) як і раніше очолював Піпін Ланденський, король нав'язав свою волю бургундській аристократії. Було визнано її право на справжню воєнну автономію у складі франкського війська. Таким чином, Дагоберт забезпечив собі підтримку цієї шляхти.
Призначивши вірну йому людину — Ега на посаду мажордома в Нейстрії, король подолав опір частини місцевої аристократії. А після страти Бродульфа, дядька Харіберта та головного його захисника, Дагоберт відчув достатню впевненість у своїх силах, або подарувати єдинокровному брату королівство в Аквітанії. Воно розташовувалося між Сентожем та Тулузою (її молодий король зробив своєю столицею) і, включало до свого складу всю Гасконь на південь від Гаронни, утворивши форпост, який захищав країну від тиску басків. Очевидно, Харіберту за роки свого недовгого правління вдавалося їх ефективно стримувати. Землі Харіберта, який помер у 632 році, знову відійшли до його старшого брата.
Правління Дагоберта, без сумніву, вершина в історії династії Меровінгів. Він оселився у Паризькому регіоні та міг в ці роки на достатніх підставах фігурувати як єдиний король франків. Але австразійці, визнавши себе немов покинутими своїм королем, знову зажадали для себе власного правителя. Дагоберт відправив їм у 632 році маленького Сігіберта, якого народила від нього за три роки до того Рагнетруда.
Через рік у нього народився другий син Хлодвіг, від його другої дружини королеви Нантільди. Дагоберт зібрав шляхту усіх своїх трьох королівств і примусив їх скласти присягу, за якою вони визнавали, що Нейстрія та Бургундія відходили до Хлодвіга II, а Австразія з рівною кількістю населення і території — до Сігіберта III.

## Об'єднанняГаллії

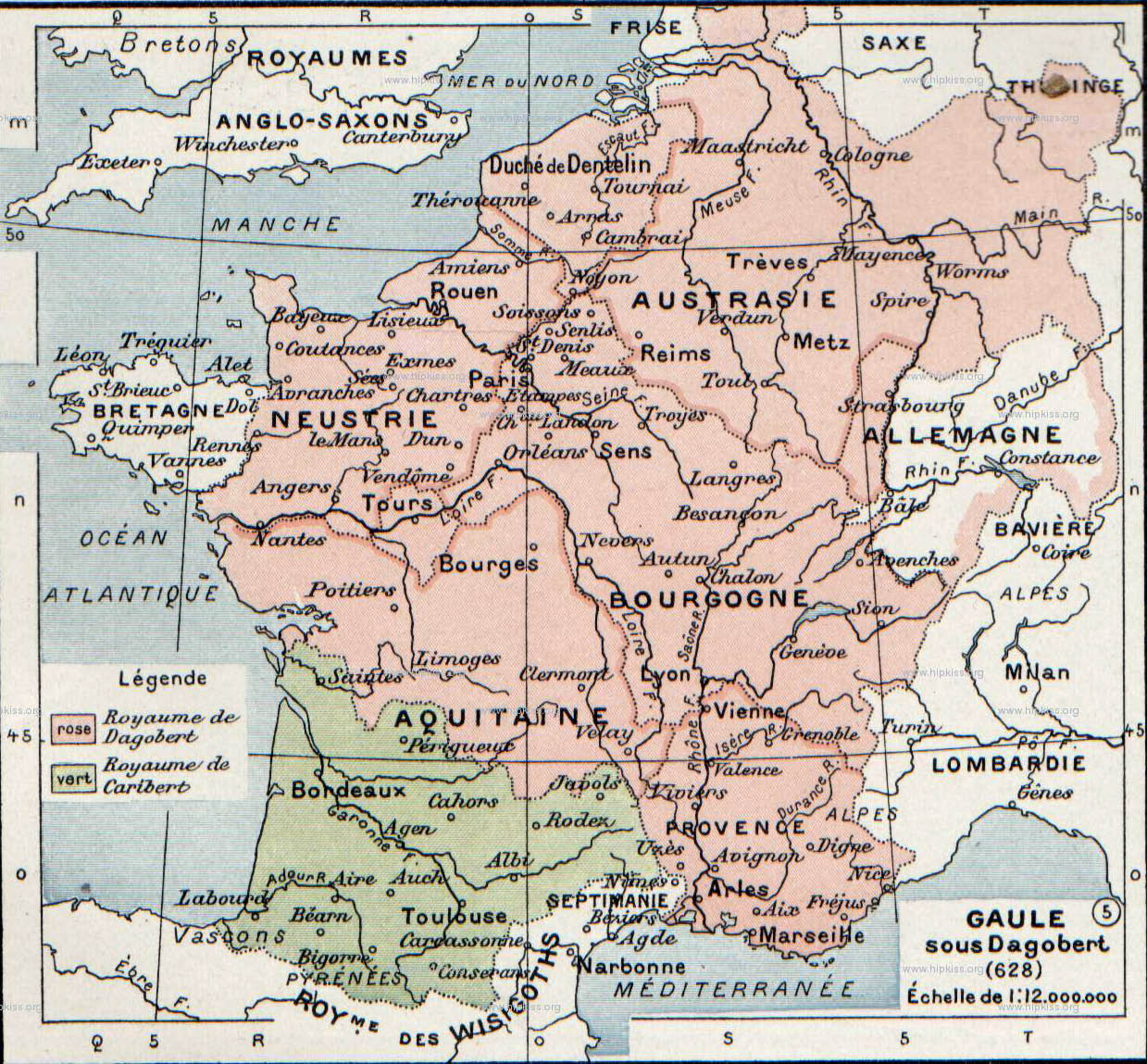
Розподіл Франкського королівства між братами Дагобертом I (червоний колір) та Харібертом II (зелений колір)

Використовуючи воєнну силу чи погрожуючи нею в усіх напрямках, Дагоберт замислив відновити єдність Галлії. Спочатку король звернувся до автономного бургундського війська для того, щоб прийти на допомогу претенденту на вестготський престол. Заможні аристократи Вестготського королівства замислили скинути короля Свінтілу. Один із заколотників Сисенанд за порадою решти, вирушив до Дагоберта для того аби отримати армію, яка могла б скинути Свінтілу. В обмін на цю послугу він обіцяв передати Дагоберту зі скарбниці готів розкішну золоту таріль вагою у 500 фунтів. Дагоберт наказав зібрати в Бургундії армію для допомоги Сисенанду. Як тільки в Іспанії стало відомо, що франки йдуть на допомогу Сисенанду, вся готська армія перейшла на його бік. Франкські воєначальники об'єднали сили в Тулузі, але тільки-но дійшли до Сарагоси, як вона перейшла в руки Сисенанда, а потім і всі готи Вестготського королівства проголосили Сисенанда королем у 631 році. Обтяжені дарами, франки повернулися на батьківщину. Дагоберт відправив посольство до Сисенанда, аби отримати обіцяну таріль. Її було вручено послам королем Сисенандом, але потім готи відібрали її силою і не дозволили вивезти. Після довгих переговорів Дагоберт отримав від Сисенанда 200 тисяч солідів, як компенсацію за втрату тарелі.
Потім він послав військо проти басків з атлантичних Піренеїв, які після смерті Харіберта відновили свої напади на нижню частину Гасконі. 635 року військо, яке набрали в Бургундії, під командуванням референдарія Хадоїна, який виказав себе талановитим воєначальником ще за часів Теодоріха II, вирушило до Гасконі. Баски були розбиті та кинулися тікати, намагаючись сховатися у піренейських ущелинах, серед неприступних скель. Армія бургундів вирушила за ними, узяла багато полонених, багатьох вбила, спалила всі їхні домівки та захопила їхнє майно. Втрати серед війська Дагоберта були б мінімальними, якби під час повернення додому, загін одного з франкських герцогів не потрапив у засідку, влаштовану басками і не був би повністю перебитий. Наступного 636 року всі гасконські нобілі та їхній герцог Ейгіна були змушені направити до короля посольство, щоб благати про прощення і присягтися на вірність королю, а також його синам і Франкському королівству.
Пізніше, надавши перевагу переконанню, Дагоберт відправив місію на чолі зі своїм другом, карбувальником грошей та ювеліром Елуа( майбутній святий Еліґій) до Бретані до короля Юдікаеля, щоб зажадати покори після руйнівних нападів його васалів на міста Ренн і Нант. Юдікаель приїхав до Дагоберта, виказав свою покору королю та обіцяв йому непорушний мир.
Нарешті, за непрямими джерелами можна встановити, що Дагоберт повернув свої володіння в нижній течії Рейну та укріплення, які були зведені вздовж колишніх прикордонних ліній. Особливо слід згадати про відібрані у фризів старі фортеці в Утрехті, де Дагоберт заклав церкву святого Мартіна, і в Дорштадті. В цьому портовому місті, яке швидко розвивалося, був заснований франкський монетний двір, привезений з Маастрихта. Якщо виключити вестготську Септиманію, то вся територія колишньої Галлії перебувала відтоді під владою франків.

## Події на східних кордонах

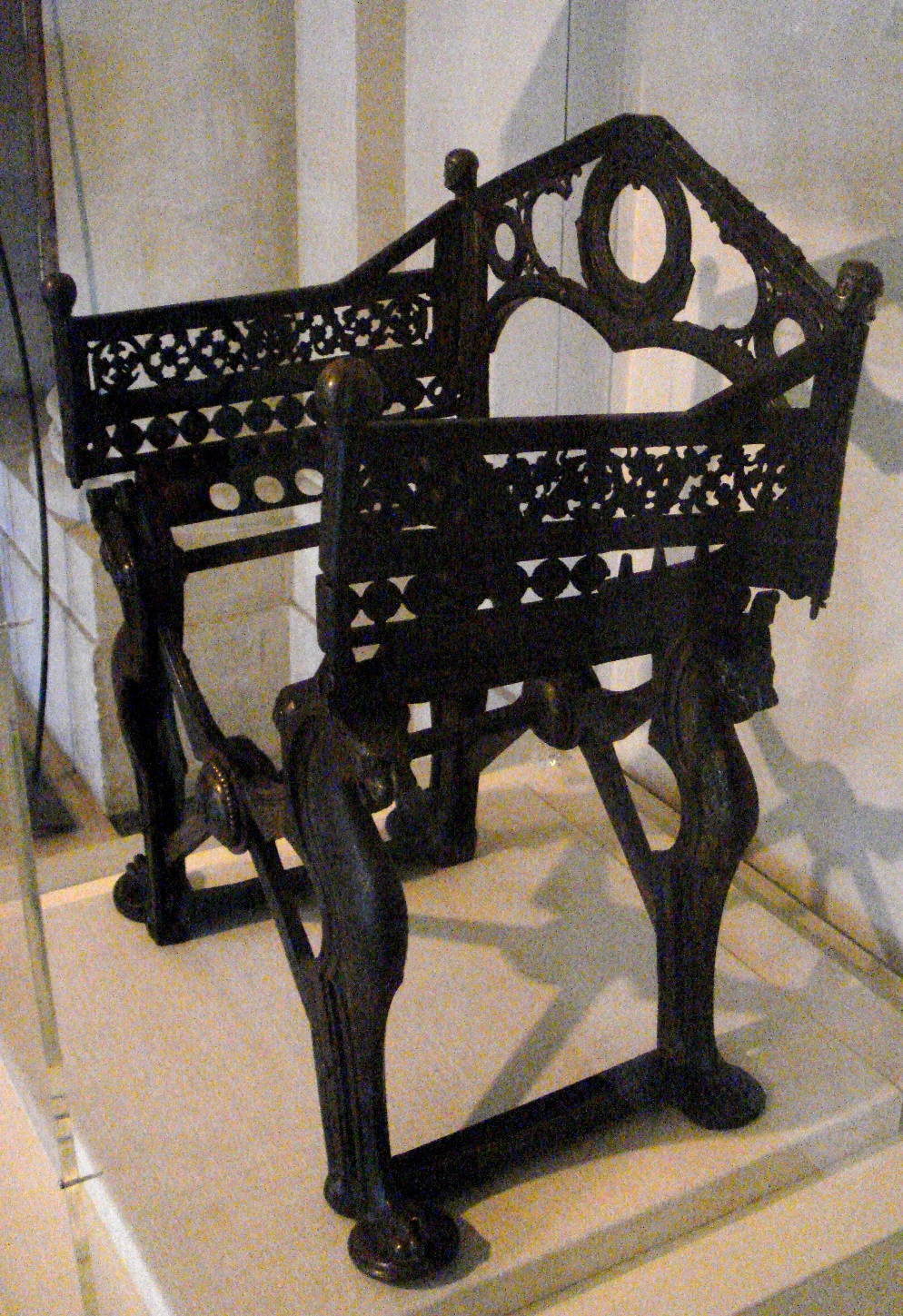
Трон Дагоберта, бронза

Хоча близько 630 року через послів-посередників Дагоберт зв'язав себе обіцянкою «довічного миру», яку він дав візантійському імператору Іраклію, королівський погляд все частіше був спрямований до регіонів європейської півночі та північного сходу. Тим часом на північному сході, на германо-слов'янському кордоні склалася така ситуація. Ці регіони почали відвідувати купці з заходу, в тому числі й работорговці. Один з них, Само (за словами Фредегара він був франком за походженням, але скоріш за все він був слов'янином, можливо — Самослав чи Самосвят) узяв активну участь у боротьбі, що розпалилася починаючи з VI століття між західними слов'янами (у франкських джерелах їх називають вендами) та аварами, які оселилися у рівнинній Паннонії. Здобувши врешті-решт перемогу, вендські племена Богемії обрали близько 625 року Само своїм королем. Король Дагоберт I уважно слідкував за розвитком подій на сході. Він вирішив, що землі, які спустошуються такими жорстокими війнами, не чинитимуть серйозного опору його війську. Спільного кордону в Австразії зі слов'янськими землями не було, але між ними простяглися просторі нічийні землі. Авари поки що не нападали на західні королівства, але Дагоберт побоювався їх і прагнув завдати випереджувального удару. Раптом трапилася слушна нагода. Приблизно п'ять років по тому один з караванів франкських купців, що перетинав цей район, був атакований вендами і повністю знищений. Оскільки купці не отримали найменшої допомоги з боку Само, Дагоберт вирішив, після невдалого посольства (Само вигнав посла Сихарія за межі табору), піти на нього війною.

## Війна з державою Само
Близько 630 року він зібрав військо з усього королівства Австразії і навесні трьома колонами рушив супроти держави Само. Перший загін, який складали австразійці, очолив сам король. Другий загін з алеманів вів їх герцог Хродоберг. Лангобарди також допомогли Дагоберту, напавши на слов'янські землі. Але слов'яни повсюди готувалися до опору. Алемани та лангобарди у декількох дрібних сутичках у прикордонних землях здобули перемогу, захопивши полонених та здобич. Австразійці Дагоберта узяли в облогу фортецю Вогастибург (сучасна Лабуда в Чехії), в якій засів князь Само. Несподівано Само зі своїми воїнами вийшов за вали і нав'язав франкам битву. За легендою, битва продовжувалася три доби, після чого франки відступили, кинувши свій табір, припаси і здобич. І за словами Фредегара, не стільки слов'янська хоробрість вендів дозволила їм здобути перемоги над австразійцями, скільки поганий настрій останніх, які вважали, що король Дагоберт їх ненавидить і постійно оббирає.  Само не обмежився цією перемогою і почав нападати на західні землі, доходячи до Тюрингії. Слава та могутність Само настільки зросли, що князь сорбів Дерван вийшов з васального підлягання Дагоберту і визнав владу Само.

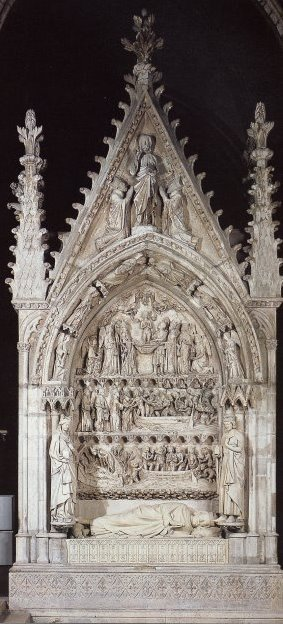
Могила Дагоберта в Сен-Дені

Дагоберт не полишав планів помсти Само, але його відволікали різні справи, тому він не міг організувати великий похід. А слов'яни самі нападали на землі франків і часто здобували перемогу, хоча, ці битви були дрібними. Цілком очевидно, що політика зміцнення влади франків в Німеччині диктувала необхідність створення пояса безпеки, який би захищав від нових погроз зі Сходу. За цих обставин, сакси, що жили неподалік від держави Само і через землі яких слов'яни проходили на захід, запропонували свої послуги Дагоберту. За зниження данини вони зобов'язалися охороняти кордони Австразії від нападів слов'ян та інших ворогів. 631 року Дагоберт прийняв цю пропозицію та скасував для них данину в 500 корів, яку вони щорічно сплачували з часів Хлотара I, але виграв він з того небагато. Слов'яни, як і раніше, проникали до його земель і грабували їх.
Тоді до справи вступив герцог Тюрингії Радульф, володіння якого також зазнавали нападів воїнів Само. Він зумів розбити слов'ян і вигнав їх загони з усіх франкських земель. Але довго користуватися здобутками цієї перемоги йому не довелося. Радульф посварився з радниками Сигіберта, після чого оголосив себе суверенним правителем свого герцогства. Йому стали потрібні союзники, а хто окрім Само міг би бути найкращим союзником у боротьбі проти Сігіберта і Дагоберта. Так слов'янська держава стало союзником та опорою герцогства Тюрингія.
Будучи не в змозі нав'язати свою волю слов'янам, Дагоберт удався до політики, суть якої полягала в тому, щоб забезпечити дедалі більше включення зарейнських народів в орбіту франкського панування. Але в центрі цієї орбіти мала бути не Австразія, як можна було б припустити, а Нейстрія, тому що Дагоберт не бажав ніякого прояву ініціативи з боку східно-франкської аристократії, яка оточувала малого Сігіберта III. Така політика не здобула підтримки у цієї шляхти, що виявилося під час війни зі слов'янами. Оскільки право вибору герцога алеманів з VI століття належало володареві східної частини Франкської держави, то реалізовувати це право став сам Дагоберт, призначаючи та контролюючи герцогів і навіть визначаючи межу між новими діоцензами Констанци та Куари. Можна додати, що, скоріш за все, під впливом Дагоберта були складені в ту епоху первинні редакції як «Алеманської правди», так і «Баварської правди». Військо ж Дагоберта виступило до Баварії з метою розправитися з булгарськими біженцями, які шукали там притулку і заступництва.

## Смерть «доброго короля» Дагоберта

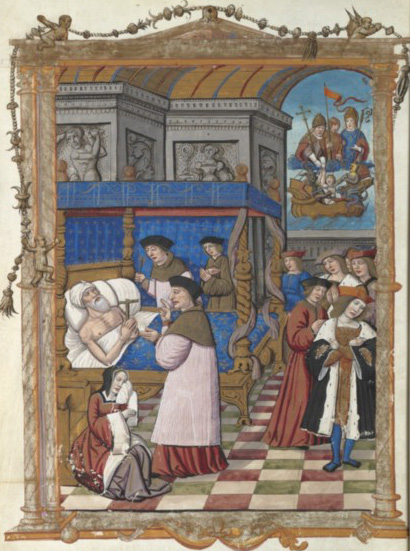
Смерть Дагоберта

Дагоберт був останнім меровінзьким монархом, який правив самостійно. Про характер Дагоберта відомо мало достовірного; в легендах він був дуже популярним. Спочатку, за словами Фредегара, він був м'яким, розсудливим та відданим церкві. Надалі його характер змінився; він став жадібним, забув про правосуддя, тягнувся за церковними багатствами та скарбом своїх підданих (можливо, війни збанкрутували скарбницю королівства і Дагоберт спробував знайти вихід у секуляризації церковних земель і володінь нобілів, але це тільки зіпсувало його відносини з духівництвом і народом). Він оточив себе розпусниками і мав трьох королев та численних коханок. Так за словами Фредегара «імена його коханок було б нудно вносити до хроніки, так їх було багато». Проте Дагоберт був щедрий на милостиню. У пам'яті хроністів Дагоберт залишився як побожний монарх, завдяки якому були знайдені рештки страченого у підніжжя Монмартра, коло Парижа, святого мученика Діонісія. На місці знахідки ним було засноване знамените абатство Сен-Дені, яке у майбутньому стало офіційною усипальницею французьких королів.
Великим досягненням Дагоберта було започаткування проведення ярмарку поблизу Парижа, куди з'їжджалися усі купці Франкського королівства, а також іноземні торговці з Італії, Іспанії, Провансу та інших країн. Ярмарок проводився у жовтні і тривав чотири тижні.
Захворівши на тяжку дизентерію в останні дні 638 року, Дагоберт наказав перевезти себе до Сен-Дені. У стінах монастиря він і помер 19 січня 639 року, і був там похований. Заздалегідь король доручив вірному нейстрійському мажордому Ега оберігати вдову королеву Нантільду, а також малого Хлодвіга II.

## Монети часів Дагоберта I

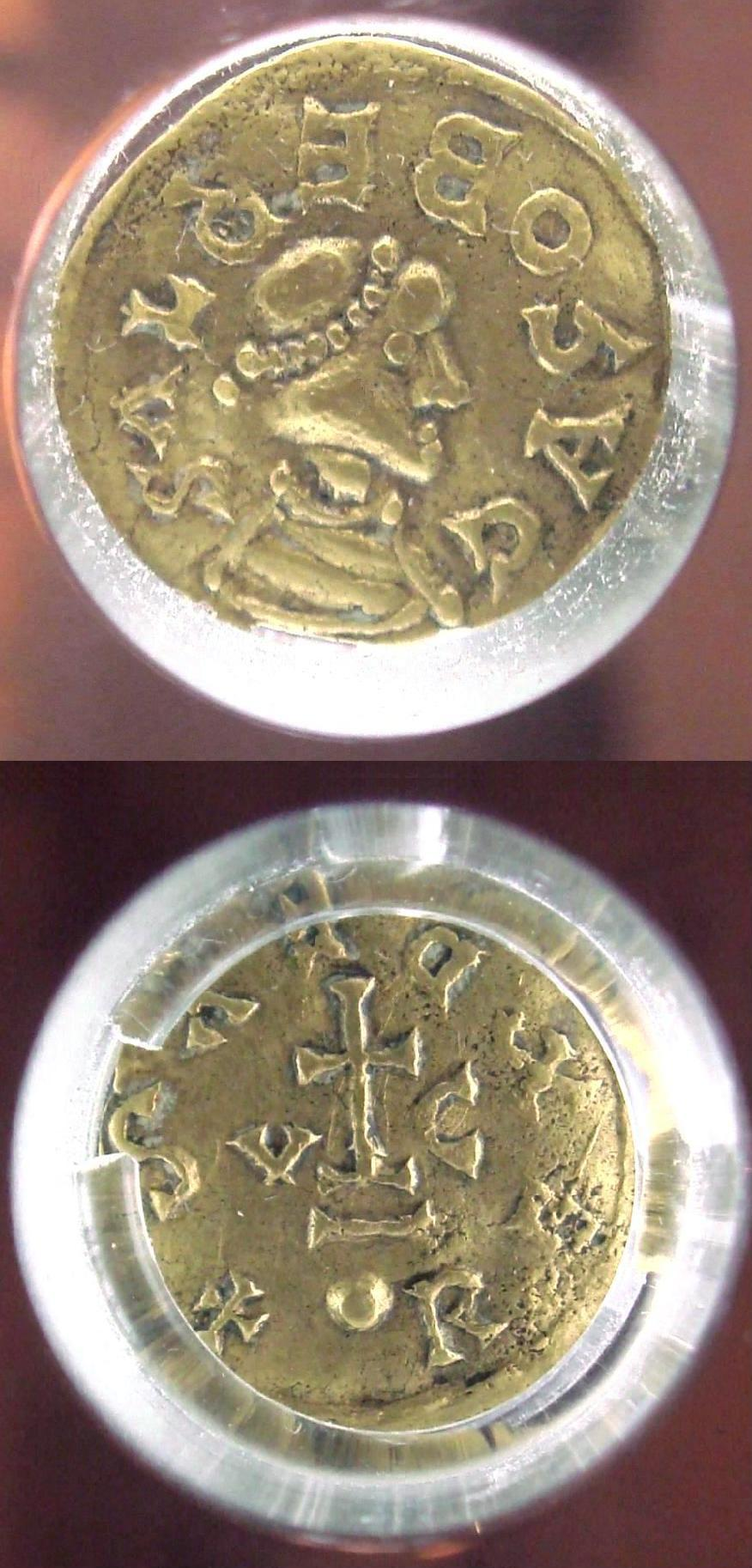
Трієнс Дагоберта I, 629-639 рр., золото 1.24 г
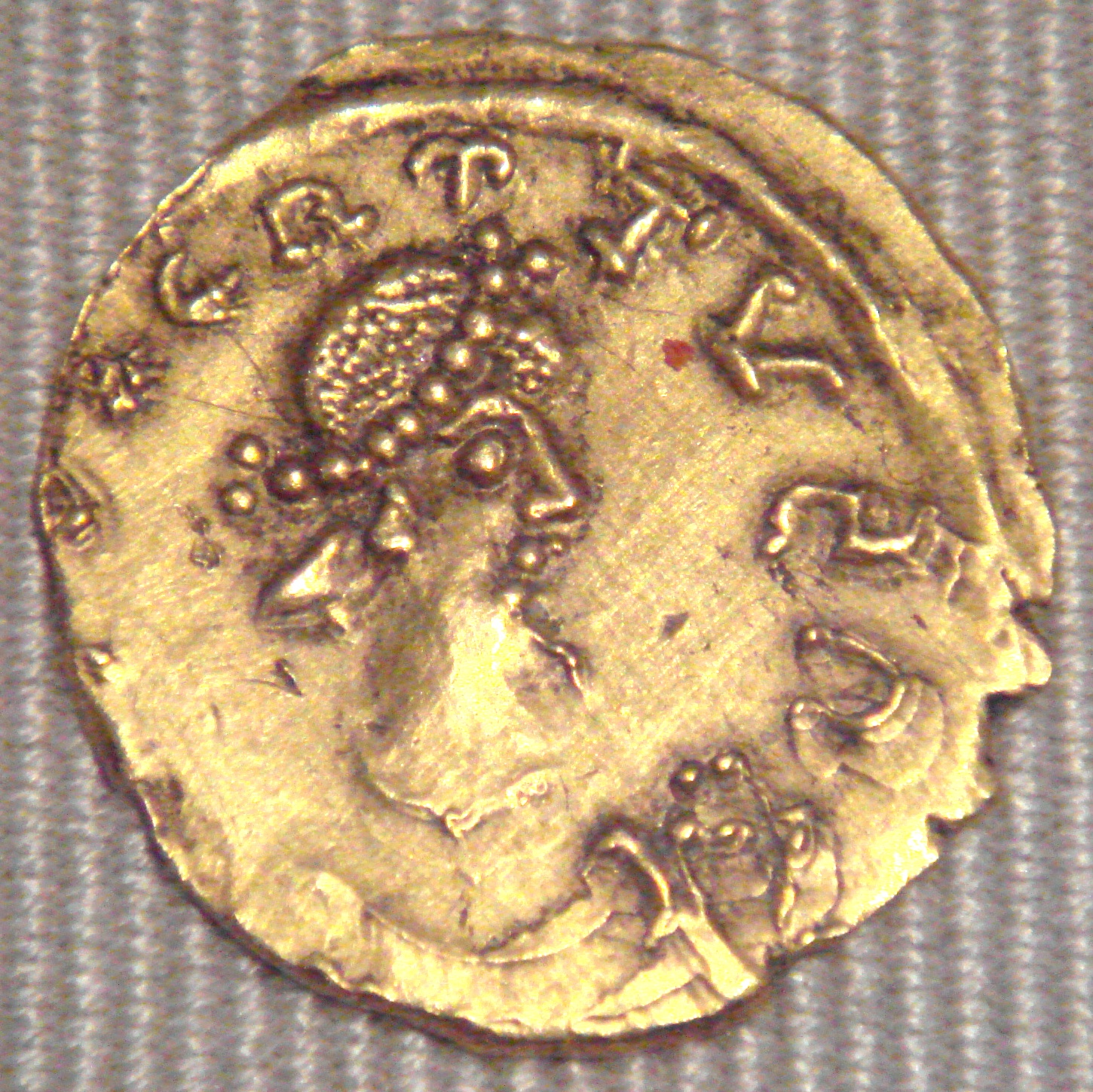
Солід Дагоберта, 623-629 рр.
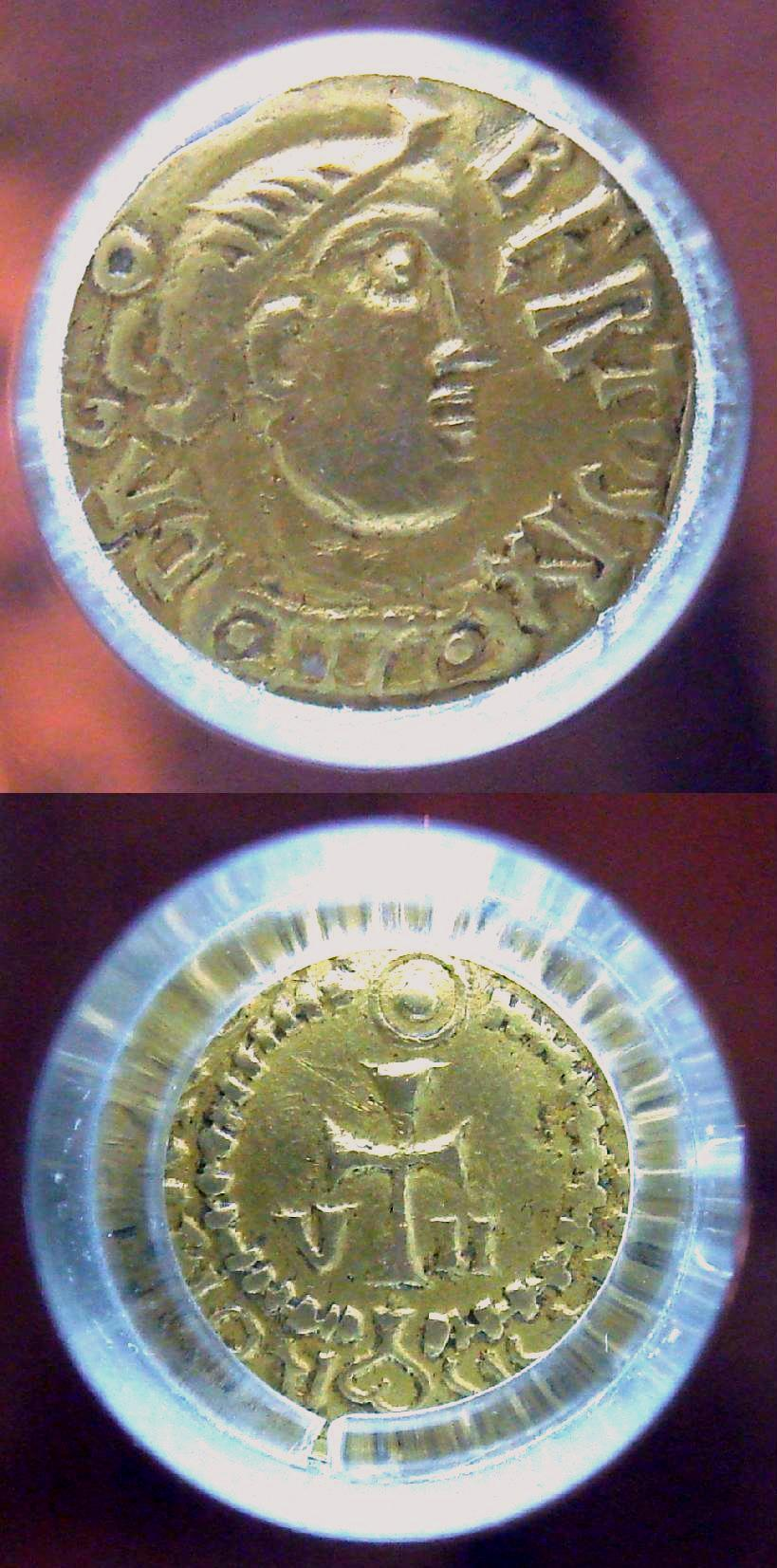
Трієнс Дагоберта I, 629-639 рр., золото 1.32 г

## Зображення Дагоберта I в літописах та мистецтві

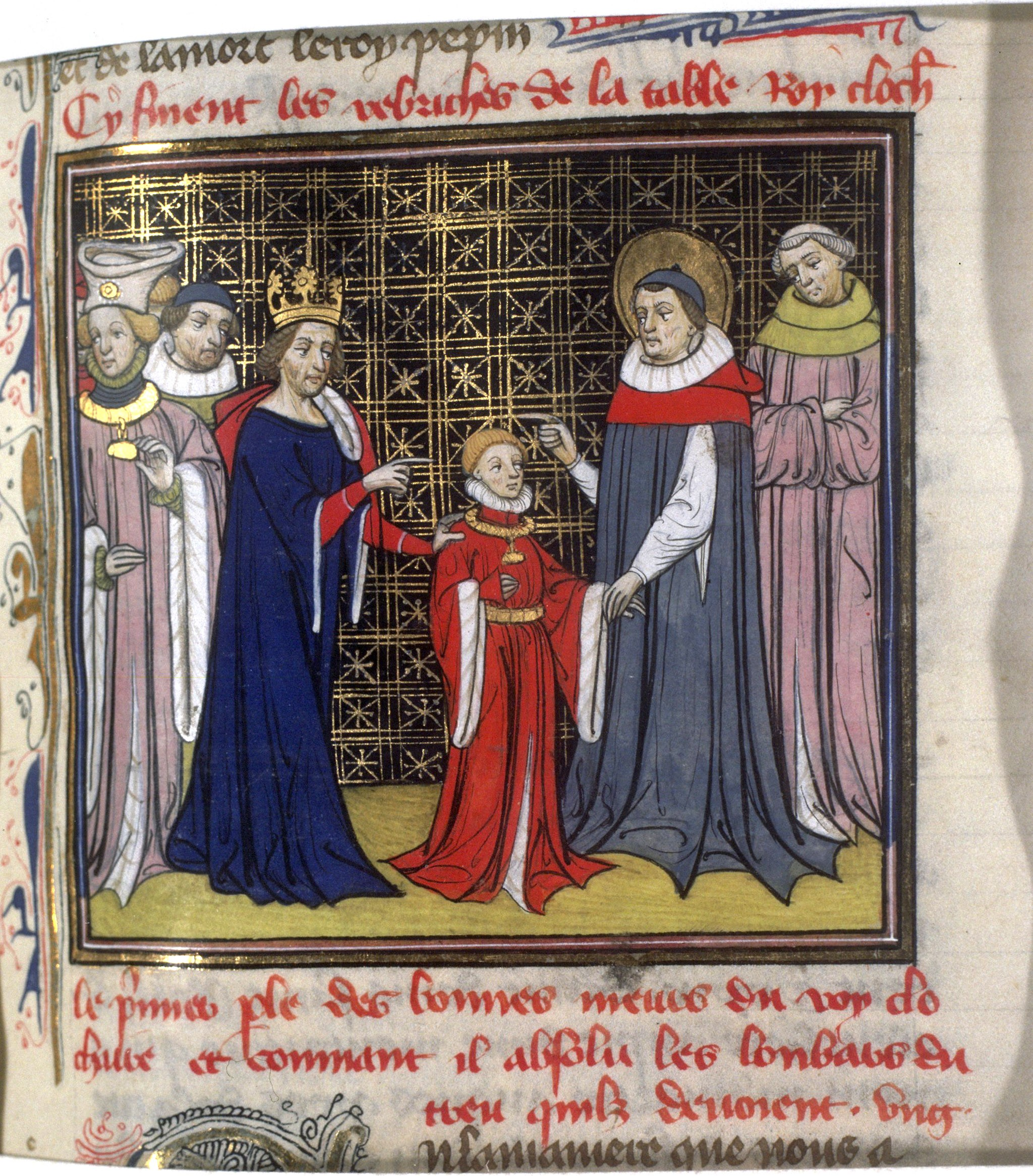
Хлотар II, Дагоберт і святий Арнульф
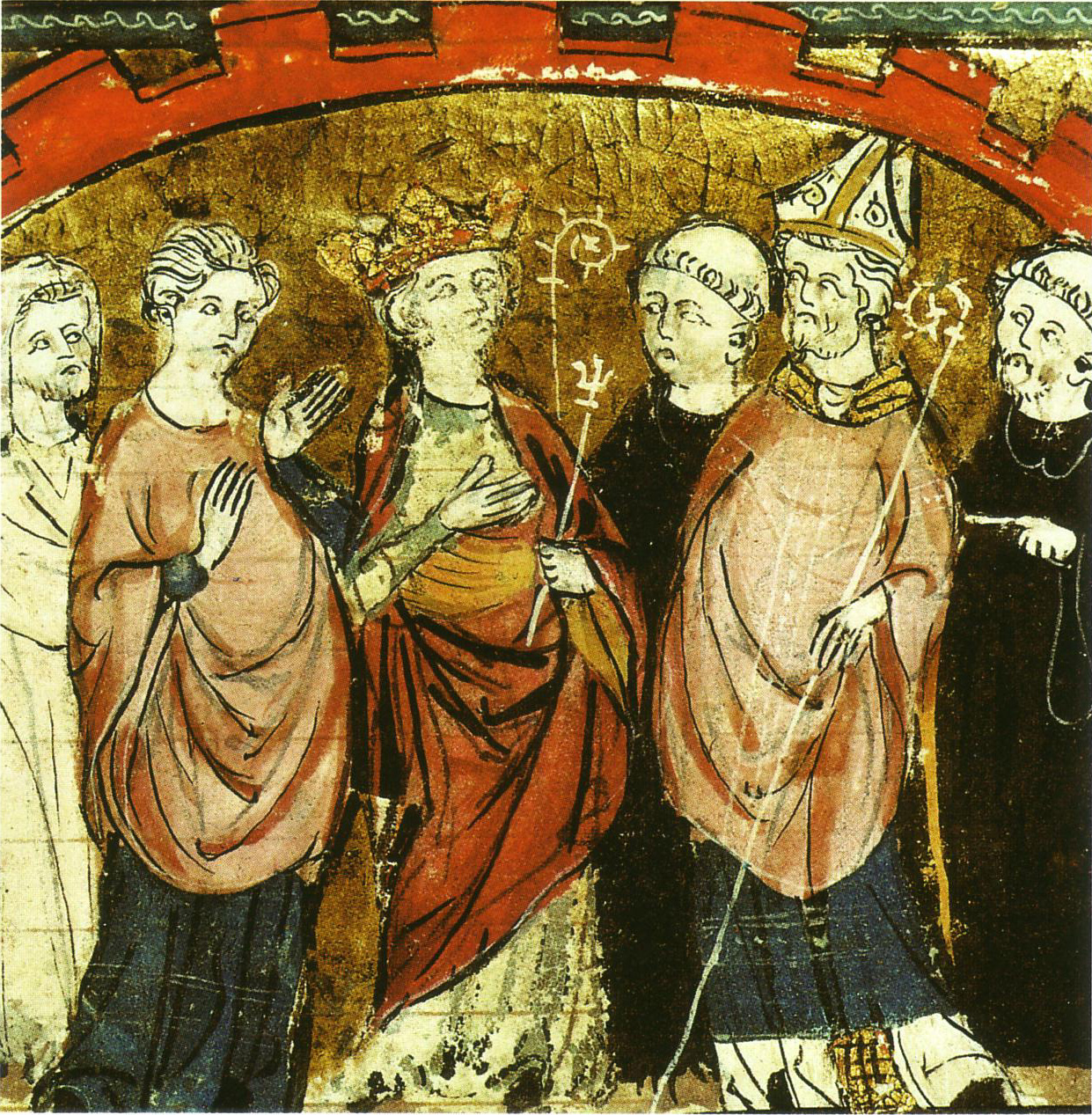
Дагоберт, абат і ченці Сен-Дені
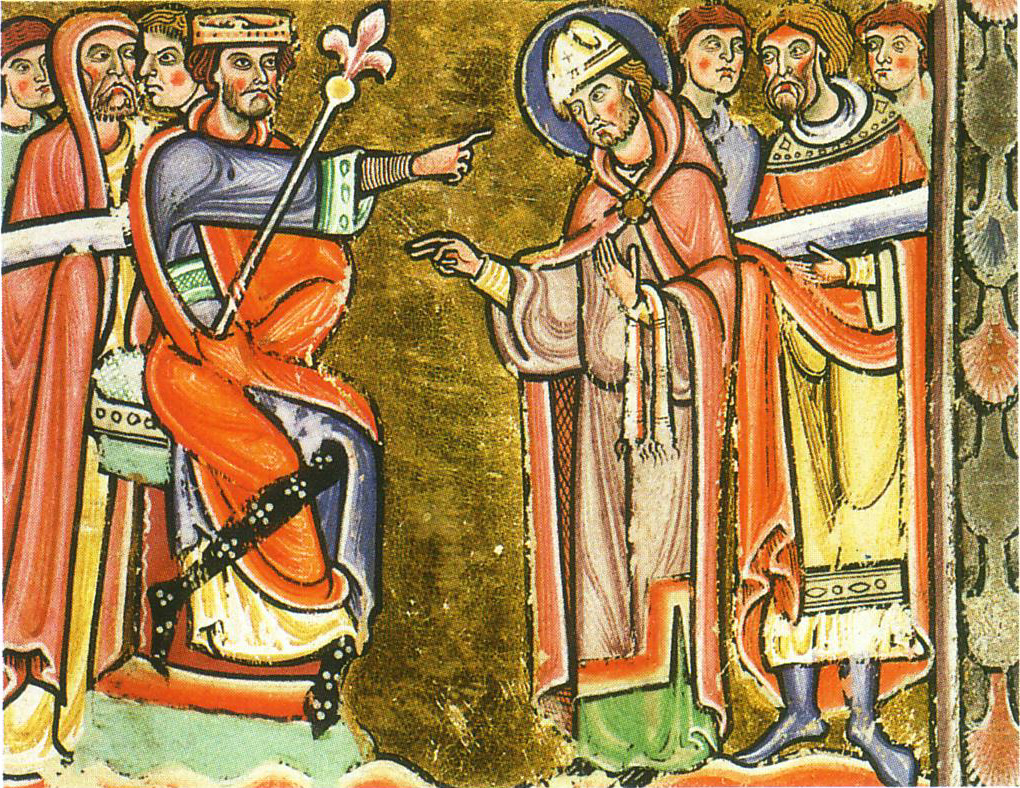
Святий Аманд при дворі Дагоберта
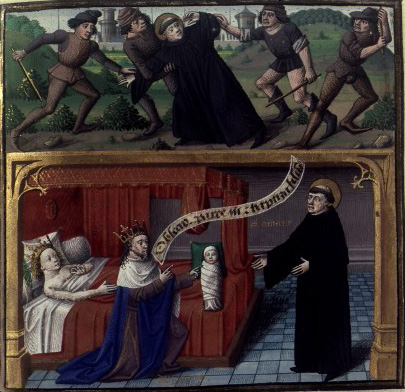
Святий Аманд і Дагоберт
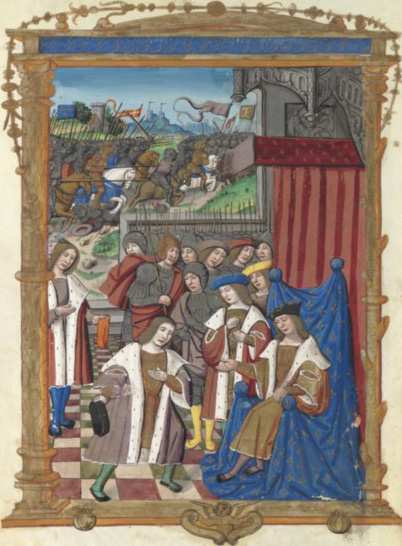
Васальна присяга (омаж) короля Юдікаеля Дагоберту
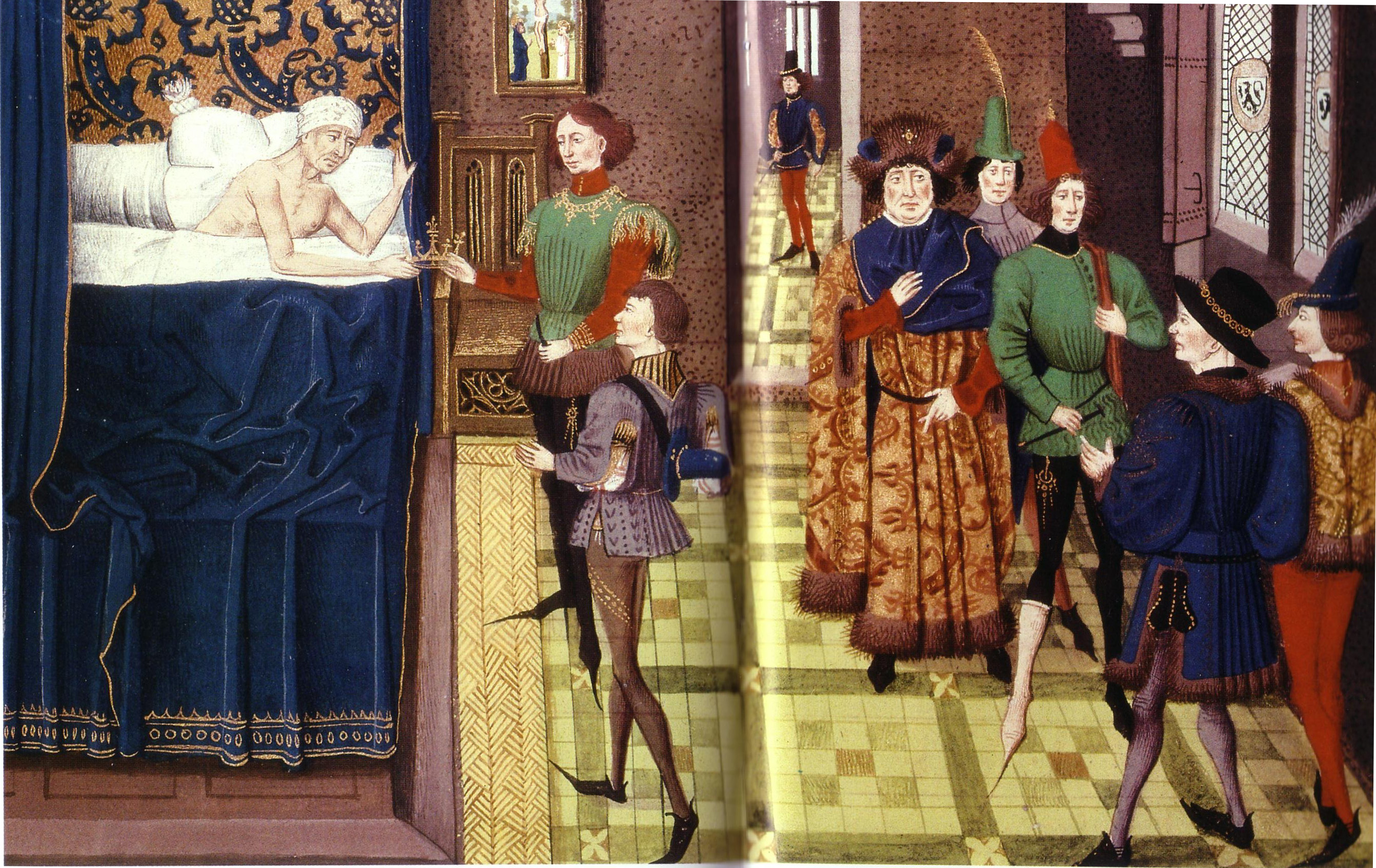
Смерть Дагоберта
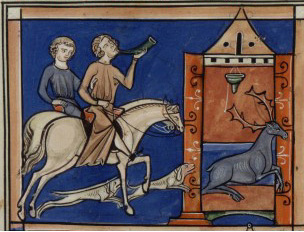
Дагоберт на полюванні
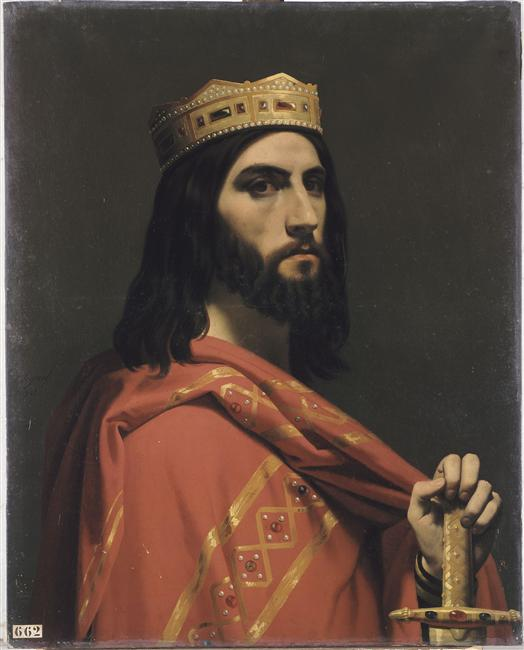
Еміль Синьйоль «Дагоберт, король Австразії, Нейстрії та Бургундії»